# 1953 au Nouveau-Brunswick
Chronologie du Nouveau-Brunswick
- 1949
- 1950
- 1951
- 1952
- 1953
- 1954
- 1955
- 1956
- 1957

Cette page concerne des événements survenus en 1953 dans la province canadienne du Nouveau-Brunswick.

## Événements
- 19 avril : Muriel McQueen Fergusson est nommée sénatrice.
- 12 juin : Aurèle Léger est nommé sénateur.
- 10 août : lors des élections fédérales, les libéraux remportent sept sièges dans la province contre trois pour les conservateurs.

## Naissances
- Jack MacDougall, chef du Parti vert du Nouveau-Brunswick.
- 3 avril : Ross Wetmore, homme d'affaires et député.
- 23 juin : Raymonde April, photographe et professeure.
- 18 novembre : France Daigle, écrivaine.

## Décès
- Joseph Bennet Hachey, député
- 6 avril : James Joseph Hayes Doone, sénateur.
- 29 novembre : Sam De Grasse, acteur